# 馬佐夫舍地區維索凱
馬佐夫舍地區維索凱（波蘭語：Wysokie Mazowieckie）是波蘭的城鎮，位於該國東北部，距離首府比亞韋斯托克約50公里，由波德拉謝省負責管轄，面積15.24平方公里，2006年人口9,257。

## 外部連結
- Official town webpage （页面存档备份，存于） (Polish)

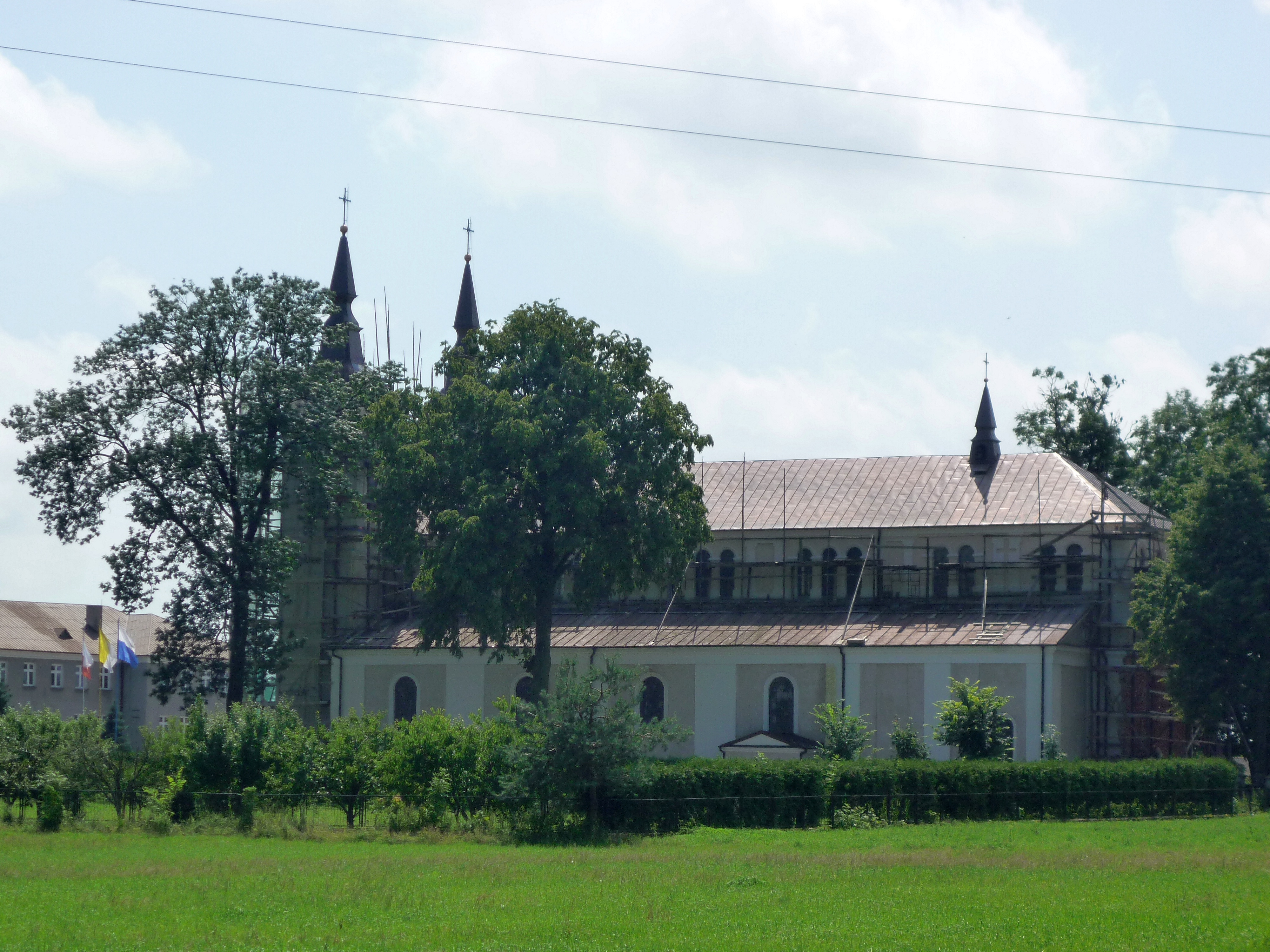

- Wysokie Mazowieckie Yizkor (Holocaust Memorial) Book （页面存档备份，存于） (Yiddish, Hebrew & English)
- Wysokie-Mazowieckie Memorial Book （页面存档备份，存于）
- We Remember Jewish Wysokie Mazowieckie （页面存档备份，存于）

52°55′N 22°31′E / 52.917°N 22.517°E